# Formazioni di Voleybolun 1.Ligi turca di pallavolo femminile 2010-2011
Formazioni delle squadre di pallavolo partecipanti alla stagione 2010-2011 del Voleybol 1. Ligi turca.

## Ankaragücü
| N° | Nome                  | Ruolo | Data di nascita   | Nazionalità sportiva |
| -- | --------------------- | ----- | ----------------- | -------------------- |
| -  | Hüseyin Doğanyüz      | All   | -                 | Turchia              |
| 1  | Kacjaryna Zakreŭskaja | S     | 29 settembre 1986 | Bielorussia          |
| 2  | Tuğçe Hocaoğlu        | P     | 1º luglio 1988    | Turchia              |
| 3  | Sinem Erdoğan         | C     | 25 febbraio 1986  | Turchia              |
| 5  | Seval Yılmaz          | L     | 27 gennaio 1991   | Turchia              |
| 7  | Merve Gülaç           | C     | 29 agosto 1987    | Turchia              |
| 8  | Ayça İhtiyaroğlu      | L     | 13 agosto 1984    | Turchia              |
| 10 | Radosveta Teneva      | S     | 21 novembre 1980  | Bulgaria             |
| 11 | Çiğdem Öztoprak       | S     | 6 agosto 1983     | Turchia              |
| 12 | Lena Ustymenko        | O     | 10 novembre 1986  | Ucraina              |
| 17 | Zennibe Yıldız        | C     | 2 ottobre 1987    | Turchia              |
| 18 | Gizem Giraygil        | P     | 8 maggio 1986     | Turchia              |

## Beşiktaş
| N° | Nome                | Ruolo | Data di nascita   | Nazionalità sportiva |
| -- | ------------------- | ----- | ----------------- | -------------------- |
| -  | Bülent Karslıoğlu   | All   | -                 | Turchia              |
| 1  | Pelin Çelik         | P     | 23 maggio 1982    | Turchia              |
| 2  | Gizem Sancak        | S     | 14 dicembre 1990  | Turchia              |
| 3  | Olesja Rychljuk     | S/O   | 11 dicembre 1987  | Ucraina              |
| 4  | Gülşah Olcay        | S     | 23 marzo 1992     | Turchia              |
| 6  | Duygu Sipahioğlu    | C     | 31 ottobre 1979   | Turchia              |
| 7  | Banu Toktamış       | S     | 20 marzo 1980     | Turchia              |
| 8  | Natal'ja Kulikova   | S     | 12 maggio 1982    | Russia               |
| 10 | Yeliz Askan         | O     | 13 agosto 1987    | Turchia              |
| 11 | Cansu Aydınoğulları | P     | 18 febbraio 1992  | Turchia              |
| 12 | Pınar Eren          | L     | 12 dicembre 1986  | Turchia              |
| 13 | Sinem Yıldız        | C     | 12 aprile 1986    | Turchia              |
| 14 | Hilal Yabuz         | S/O   | 29 ottobre 1990   | Turchia              |
| 15 | Müge Şakar          | C     | 15 giugno 1981    | Turchia              |
| 17 | Gülbahar Akgül      | S     | 20 settembre 1987 | Turchia              |
| 18 | Ol'ha Savenčuk      | S/O   | 20 maggio 1988    | Ucraina              |

## Dicle Üniversitesi
| N° | Nome            | Ruolo | Data di nascita   | Nazionalità sportiva |
| -- | --------------- | ----- | ----------------- | -------------------- |
| -  | Zafer Atay      | All   | -                 | Turchia              |
| 1  | Silvana Olivera | S     | 5 agosto 1984     | Argentina            |
| 2  | Remziye Tuğluk  | L     | -                 | Turchia              |
| 3  | Gizem Dönmez    | S     | -                 | Turchia              |
| 4  | Katie Carter    | S     | 10 ottobre 1985   | Stati Uniti          |
| 5  | Şükran Akar     | L     | 22 settembre 1976 | Turchia              |
| 7  | Viktorija Brice | O     | 16 aprile 1981    | Lettonia             |
| 8  | Gamze Gülcan    | C     | - 1983            | Turchia              |
| 12 | Sevinç Deniz    | C     | -                 | Turchia              |
| 14 | Tuğçe Çelik     | P     | -                 | Turchia              |
| 15 | Tuğba Toprak    | C     | -                 | Turchia              |
| 18 | Ayşe Dil        | S     | -                 | Turchia              |
| ?  | Nihal Çalışkan  | P     | -                 | Turchia              |

## Eczacıbaşı
| N° | Nome                  | Ruolo | Data di nascita  | Nazionalità sportiva |
| -- | --------------------- | ----- | ---------------- | -------------------- |
| -  | Lorenzo Micelli       | All   | 24 ottobre 1970  | Italia               |
| 1  | Yevgeniya Dushkyevich | C     | 4 maggio 1979    | Ucraina              |
| 2  | Gülden Kayalar        | L     | 5 dicembre 1980  | Turchia              |
| 3  | Serpil Ersarı         | L     | 28 febbraio 1990 | Turchia              |
| 5  | Aysun Özbek           | C     | 18 marzo 1977    | Turchia              |
| 7  | Elif Ağca             | P     | 10 febbraio 1984 | Turchia              |
| 9  | Büşra Cansu           | S     | 16 luglio 1990   | Turchia              |
| 10 | Neşve Büyükbayram     | C     | 1º gennaio 1990  | Turchia              |
| 11 | Heather Bown          | C     | 29 novembre 1978 | Stati Uniti          |
| 12 | Esra Gümüş            | S     | 2 ottobre 1982   | Turchia              |
| 13 | Mirka Francia         | S     | 14 febbraio 1975 | Italia               |
| 14 | Gözde Yılmaz          | S/O   | 9 settembre 1991 | Turchia              |
| 15 | Antonella Del Core    | S     | 5 dicembre 1980  | Italia               |
| 17 | Neslihan Demir        | S/O   | 9 dicembre 1983  | Turchia              |
| 18 | Asuman Karakoyun      | P     | 16 luglio 1990   | Turchia              |

## Ereğli
| N° | Nome                 | Ruolo | Data di nascita | Nazionalità sportiva |
| -- | -------------------- | ----- | --------------- | -------------------- |
| -  | Mustafa Çayır        | All   | -               | Turchia              |
| 2  | Nihal Çalışkan       | P     | 29 gennaio 1985 | Turchia              |
| 3  | Emel Kaplan          | C     | 6 gennaio 1983  | Turchia              |
| 4  | Merve Cin            | S     | 11 aprile 1988  | Turchia              |
| 5  | Aslı Köprülü         | S     | 28 marzo 1986   | Turchia              |
| 6  | Derya Çayırgan       | L     | 9 ottobre 1987  | Turchia              |
| 7  | Antonina Kryvobogova | O     | 11 ottobre 1986 | Ucraina              |
| 8  | Kübra Kaya           | C     | 4 febbraio 1993 | Turchia              |
| 9  | Marina Katić         | P     | 1º ottobre 1983 | Croazia              |
| 10 | Tülin Altıntaş       | C     | 9 agosto 1982   | Turchia              |
| 12 | Aslıhan Atıkır       | C     | 24 ottobre 1986 | Turchia              |
| 13 | Merve Çarkçı         | P     | 23 giugno 1986  | Turchia              |
| 14 | Evrim Keklik         | S     | 14 marzo 1991   | Turchia              |
| 15 | Melahat Bağ          | S     | 5 giugno 1994   | Turchia              |
| 17 | Cansu Dedeoğlu       | O     | 17 marzo 1994   | Turchia              |
| 18 | Mediha Zenger        | L     | 18 gennaio 1983 | Turchia              |

## Fenerbahçe
| N° | Nome                   | Ruolo | Data di nascita  | Nazionalità sportiva |
| -- | ---------------------- | ----- | ---------------- | -------------------- |
| -  | José Roberto Guimarães | All   | -                | Brasile              |
| 1  | Katarzyna Skowrońska   | S/O   | 30 giugno 1983   | Polonia              |
| 3  | Nihan Yeldan           | L     | 7 febbraio 1982  | Turchia              |
| 4  | Songül Dikmen          | L     | 8 maggio 1981    | Turchia              |
| 5  | Ljubov' Sokolova       | S     | 4 dicembre 1977  | Russia               |
| 6  | Ergül Avcı             | C     | 24 luglio 1987   | Turchia              |
| 7  | Hélia de Souza         | P     | 10 marzo 1970    | Brasile              |
| 8  | İpek Soroğlu           | C     | 12 marzo 1985    | Turchia              |
| 9  | Seda Tokatlıoğlu       | S/O   | 25 giugno 1986   | Turchia              |
| 10 | Yağmur Koçyiğit        | S     | 17 ottobre 1988  | Turchia              |
| 11 | Christiane Fürst       | C     | 29 marzo 1985    | Germania             |
| 12 | Çiğdem Can             | C     | 5 luglio 1976    | Turchia              |
| 13 | Nataša Osmokrović      | S     | 27 maggio 1976   | Croazia              |
| 14 | Eda Erdem              | C     | 22 febbraio 1987 | Turchia              |
| 15 | Zülfiye Gündoğdu       | P     | 30 dicembre 1982 | Turchia              |
| 17 | Naz Aydemir            | P     | 16 agosto 1990   | Turchia              |

## Galatasaray
| N° | Nome            | Ruolo | Data di nascita  | Nazionalità sportiva |
| -- | --------------- | ----- | ---------------- | -------------------- |
| -  | Gökhan Edman    | All   | -                | Turchia              |
| 1  | Érika Coimbra   | S     | 23 marzo 1980    | Brasile              |
| 3  | Ivana Ðerisilo  | O     | 8 agosto 1983    | Serbia               |
| 4  | Özlem İşseven   | C     | 1º gennaio 1972  | Turchia              |
| 5  | Funda Bilgi     | L     | 4 aprile 1983    | Turchia              |
| 6  | Merve Dalbeler  | L     | 27 giugno 1987   | Turchia              |
| 7  | Arzu Göllü      | P     | 31 gennaio 1969  | Turchia              |
| 9  | Deniz Hakyemez  | S     | 3 febbraio 1983  | Turchia              |
| 10 | Karina Ocasio   | S     | 8 gennaio 1985   | Porto Rico           |
| 11 | Vesna Čitaković | C     | 3 febbraio 1979  | Serbia               |
| 12 | Seda Uslu       | P     | 30 ottobre 1983  | Turchia              |
| 13 | Gözde Dal       | C     | 23 marzo 1988    | Turchia              |
| 15 | Dilara Bilge    | O     | 20 agosto 1990   | Turchia              |
| 17 | Ebru Elhan      | S     | 14 febbraio 1982 | Turchia              |
| 18 | Gökçen Denkel   | C     | 2 agosto 1985    | Turchia              |

## Karşıyaka
| N° | Nome           | Ruolo | Data di nascita  | Nazionalità sportiva |
| -- | -------------- | ----- | ---------------- | -------------------- |
| -  | Ismail Yengil  | All   | -                | Turchia              |
| -  | Rabia Eroğlu   | C     | 5 febbraio 1990  | Turchia              |
| -  | Gizem Öcal     | S     | 3 settembre 1992 | Turchia              |
| -  | Hande Şahbaz   | O     | 26 luglio 1992   | Turchia              |
| -  | Gamze Korkmaz  | L     | 7 settembre 1990 | Turchia              |
| -  | Buse Kayakan   | L     | 15 luglio 1992   | Turchia              |
| -  | Büşra Mutlu    | S     | 7 luglio 1992    | Turchia              |
| -  | Simay Akkaya   | C     | 3 gennaio 1994   | Turchia              |
| -  | Pelin Ceylan   | P     | 14 gennaio 1992  | Turchia              |
| -  | Gökçe Çalişkan | P     | 1º gennaio 1992  | Turchia              |

## İlbank
| N° | Nome              | Ruolo | Data di nascita   | Nazionalità sportiva |
| -- | ----------------- | ----- | ----------------- | -------------------- |
| -  | Burhan Canpolat   | All   | -                 | Turchia              |
| 2  | Asuman Yılmaz     | S     | 10 giugno 1989    | Turchia              |
| 3  | Dilara Bağcı      | L     | 2 febbraio 1994   | Turchia              |
| 4  | Elif Uzun         | S     | 1º aprile 1991    | Turchia              |
| 5  | Tuğçe Atıcı       | P     | 27 marzo 1989     | Turchia              |
| 6  | Maryna Tumas      | S     | 17 settembre 1984 | Bielorussia          |
| 7  | Selin Toy         | C     | 13 luglio 1993    | Turchia              |
| 8  | İpek Sümer        | P     | 3 febbraio 1991   | Turchia              |
| 9  | Ebru Ceylan       | S     | 26 maggio 1987    | Turchia              |
| 11 | Ezgi Dağdelenler  | S     | 3 novembre 1993   | Turchia              |
| 14 | Alessya Safronova | C     | 10 febbraio 1986  | Kazakistan           |
| 15 | Aysun İl          | C     | 3 febbraio 1991   | Turchia              |
| 18 | Aneta Germanova   | S     | 3 gennaio 1975    | Bulgaria             |

## Nilüfer
| N° | Nome                 | Ruolo | Data di nascita  | Nazionalità sportiva |
| -- | -------------------- | ----- | ---------------- | -------------------- |
| -  | Şahin Çatma          | All   | -                | Turchia              |
| 1  | Gizem Örge           | L     | - 1993           | Turchia              |
| 2  | Neslişah Durgun      | C     | - 1993           | Turchia              |
| 3  | Birgül Güler         | S     | 22 maggio 1990   | Turchia              |
| 4  | Polen Uslupehlivan   | O     | 27 agosto 1990   | Turchia              |
| 7  | Didem Ege            | L     | - 1988           | Turchia              |
| 8  | Mihrican Aliosman    | S     | - 1993           | Turchia              |
| 9  | Yulia Bogmatser      | P     | - -              | Ucraina              |
| 10 | Elif Onur            | S     | 20 dicembre 1989 | Turchia              |
| 12 | Maltem Kaya          | P     | - 1994           | Turchia              |
| 13 | Selime Ilyasoǧlu     | S     | 18 novembre 1988 | Turchia              |
| 14 | Aleksandra Avramović | C     | 3 luglio 1982    | Serbia               |
| 15 | Kübra Akman          | C     | - 1994           | Turchia              |

## TED Ankara
| N° | Nome                | Ruolo | Data di nascita | Nazionalità sportiva |
| -- | ------------------- | ----- | --------------- | -------------------- |
| -  | Yusuf Çavuşoğlu     | All   | -               | Turchia              |
| 1  | Miniriye Vatansever | L     | 3 novembre 1985 | Turchia              |
| 3  | Ezgi Kapdan         | P     | 3 gennaio 1985  | Turchia              |
| 4  | Alena Hurkova       | S     | 21 giugno 1984  | Bielorussia          |
| 5  | Naz Demirkılıç      | P     | 6 marzo 1991    | Turchia              |
| 6  | Mariana Diaconiţa   | S     | 19 agosto 1986  | Moldavia             |
| 7  | Merve Eskikaya      | S     | 29 giugno 1989  | Turchia              |
| 8  | Nilay Konar         | C     | 30 agosto 1980  | Turchia              |
| 9  | Özge Tulu           | O     | 12 maggio 1981  | Turchia              |
| 10 | Tracy Stalls        | C     | 12 giugno 1984  | Stati Uniti          |
| 11 | Fulya Türük         | C     | 1º agosto 1988  | Turchia              |
| 13 | Ece Gören           | L     | 17 luglio 1991  | Turchia              |
| ?  | Sevinç Dalgıç       | L     | 12 gennaio 1981 | Turchia              |

## VakıfBank
| N° | Nome              | Ruolo | Data di nascita   | Nazionalità sportiva |
| -- | ----------------- | ----- | ----------------- | -------------------- |
| -  | Giovanni Guidetti | All   | 20 novembre 1972  | Italia               |
| 1  | Tuğçe Ergenç      | S     | 23 luglio 1991    | Turchia              |
| 2  | Gözde Kırdar      | S     | 26 giugno 1985    | Turchia              |
| 3  | Gizem Güreşen     | L     | 14 gennaio 1987   | Turchia              |
| 4  | Nilay Benli       | P     | 24 ottobre 1985   | Turchia              |
| 5  | Bahanur Şahin     | L     | 6 marzo 1991      | Turchia              |
| 7  | Małgorzata Glinka | O     | 30 settembre 1978 | Polonia              |
| 8  | Melis Gürkaynak   | C     | 20 aprile 1990    | Turchia              |
| 9  | Özge Kırdar       | P     | 26 giugno 1985    | Turchia              |
| 10 | Güldeniz Önal     | S     | 25 marzo 1986     | Turchia              |
| 11 | Bahar Toksoy      | C     | 6 febbraio 1988   | Turchia              |
| 12 | Jelena Nikolić    | S     | 13 aprile 1982    | Serbia               |
| 14 | Seray Altay       | S     | 28 agosto 1987    | Turchia              |
| 18 | Maja Poljak       | C     | 2 maggio 1983     | Croazia              |